# Mónica Torfe
Mónica Liliana Torfe (n. Perico, 17 de noviembre de 1958) es una nutricionista y política argentina. Actualmente se desempeña como subsecretaria de Salud y Ambiente Humano. Anteriormente había sido diputada de la Nación Argentina y concejal de la Ciudad de Salta.

## Carrera política
Mónica fue miembro del Partido Renovador de Salta. Sus primeros cargos públicos fueron como directora de personería jurídica y como directora de acción vecinal. 
En 1995 acompañó a Carlos Alberto López en su candidatura a concejal. En 1997 fue la quinta candidata a diputada provincial del PRS, en la lista encabezada por Ennio Pontussi, logrando en dicha ocasión un total de dos bancas, una para Osvaldo René Soto y otra para María Pilipenas, Pontussi renunció a la posibilidad de ser diputado provincial ya que también había sido elegido intendente de la ciudad. Luego, Mónica, en 1999 fue elegida como diputada provincial por el departamento de la capital en representación del PRS.
En 2007 fue segunda candidata a diputada nacional por detrás de José Vilariño. Su partido había formado una alianza con un sector del Frente para la Victoria y su candidato a gobernador era Juan Manuel Urtubey que terminaría ganando la gobernación ese año. La alianza FPV-PRS logró 190.067 votos que significaban un total de 40,11 % de los votos válidos, saliendo segundos por detrás de los 220.589 votos de Marcelo López Arias. Esos resultados de todas maneras significaron la obtención de dos bancas en la cámara baja para la alianza FPV-PRS. Torfe juraría como diputada nacional el 10 de diciembre de 2007.
En 2011 es la primera candidata a concejal de la capital por el PRS mientras que el escaño nacional quedaría para la también salteña Cristina Fiore.
En 2017 se presenta dentro dd Un Cambio para Salta, un frente apoyado por, en ese entonces, el intendente de la capital, Gustavo Sáenz. La lista de concejales encabezada por Matías Cánepa fue la más elegida y con esos resultados Mónica lograría ingresar al Concejo Deliberante de la Ciudad de Salta al igual que otras figuras políticas como Romina Arroyo.
Dos años más tarde buscaría renovar su banca como cuarta candidata a concejal en las filas del expresidente de Juventud Antoniana, Ángel Causarano. La lista fue la cuarta más votada pero solo alcanzó para meter tres concejales por lo tanto Torfe no ingresó al concejo municipal.
El 10 de enero de 2020 la nueva intendenta municipal, Bettina Romero, la nombra al frente de la subsecretaria de Salud y Ambiente Humano. En 2021 tras la renuncia de la concejal Frida Fonseca tuvo la oportunidad de asumir como concejal para completar el mandato de la renunciante pero rechazó el ofrecimiento para dedicarse a la gestión en el área provincial siendo finalmente la banca ocupada por Nicolás Kripper. En noviembre de 2023 finalizando gestión como subsecretaria.